# Samudragupta
Samudragupta (... – 335-380 o 330-380 o 326-375) fu il secondo sovrano della dinastia Gupta dopo Candragupta I.

## Biografia
Samudragupta era figlio di Chandragupta I (320-335 circa) e della principessa Licchavi Kumaradevi. Era il padre di Chandragupta II (375/80-413/5 circa) e il nonno di Kumaragupta I (415-455 circa). 
Sebbene Samudragupta avesse probabilmente dei fratelli maggiori, il padre Chandragupta I lo scelse come suo successore; forse dovette affrontare delle rivolte di palazzo, dalle quali tuttavia uscì vittorioso. Durante il suo lungo regno, ampliò molte volte l'impero paterno, rifiutando una politica di totale sottomissione dei suoi avversari; preferì piuttosto un sistema di stati vassalli largamente indipendenti ma tributari. Già in gioventù conquistò il regno di Panchala, che si trovava nelle immediate vicinanze. In seguito si diresse verso sud e probabilmente raggiunse Kanchipuram. Seguirono diverse campagne nell'India nord-occidentale contro gli Indo-sciti e l'impero Kushana, tra gli altri. 
Abile anche a favorire i commerci mantenne contatti con regni anche lontani come Sri Lanka, Nepal e l'Assam.

## Religione
Samudragupta, dopo secoli di dominio intellettuale da parte del buddismo, sembra essersi rivolto all'induismo come suo padre. Le immagini delle monete lo mostrano come un devoto adoratore del dio indù Vishnu, che però non è raffigurato in prima persona, ma è rappresentato dall'aquila solare Garuda, solitamente in trono sulla cima di un alto pilastro. Inoltre, fece rivivere il rituale del sacrificio del cavallo (ashvamedha) già menzionato nei Veda. Tuttavia, non si sa nulla delle dotazioni templari di Samudragupta o di altre attività come costruttore di edifici religiosi o profani.
Per quanto si sa, il buddismo non è stato discriminato in alcun modo, ma ha ricevuto anche delle dotazioni; i diritti e le libertà religiose tradizionali non sono stati toccati. Un resoconto cinese riferisce che concesse a Meghavana, re dello Sri Lanka, il permesso di costruire un monastero buddista a Bodhgaya.